# سطل آشغال (آلبوم چندآهنگه)
سطل آشغال (انگلیسی: Trash Can) یک آلبوم چندآهنگه از آیس پرینس، خوانندهٔ رپ اهل نیجریه است. این آلبوم در ۲۹ ژانویهٔ ۲۰۱۵ توسط چاکلت سیتی برای دانلود دیجیتال رایگان منتشر شد. آیس پرینس از تی‌ام‌ایکس‌او، سیتی مانستار، دری بیتز و تی اسلیک برای تولید این آلبوم چندآهنگه استفاده کرده‌است. سطل آشغال شامل شش ترانه است و جولز دا کید نیز به‌عنوان خوانندهٔ مهمان در آن حضور دارد.

## فهرست قطعات[۱]
همهٔ ترانه‌ها توسط آیس پرینس (به‌جز قطعات دارای هنرمند مهمان) نوشته شده‌است.
| شماره      | نام                            | تهیه‌کننده(ها) | مدت   |
| ---------- | ------------------------------ | ------------- | ----- |
| ۱.         | «اعتراف کن»                    | سیتی مانستار  | ۴:۲۶  |
| ۲.         | «ازدواج با تو»                 | دری بیتز      | ۳:۵۴  |
| ۳.         | «هیچ‌کس»                        | تی‌ام‌ایکس‌او    | ۳:۴۲  |
| ۴.         | «موتومینا»                     | تی‌ام‌ایکس‌او    | ۳:۵۴  |
| ۵.         | «الگوشی» (به‌همراه جولز دا کید) | تی اسلیک      | ۴:۱۸  |
| ۶.         | «یک روز»                       | تی‌ام‌ایکس‌او    | ۳:۳۸  |
| مجموع مدت: | مجموع مدت:                     | مجموع مدت:    | ۲۵:۴۰ |